# Милованович, Мирослав
Мирослав Милованович (серб. Мирослав Миловановић, родился 11 июня 1975 в Велике-Обарске) — политик, в прошлом министр сельского, лесного и водного хозяйства Республики Сербской; с 10 апреля 2014 глава кабинета министров Премьер-министра Республики Сербской

## Биография
Родился в городе Биелина в Социалистической Республике Боснии и Герцеговине в Югославии в 1975 году. Начальную школу и Математическую гимназию окончил в Биелине, а Ветеринарный факультет Белградского университета, по специальности Гигиена и технология пищевых продуктов животного происхождения, в Белграде. В деревне Велика-Обарска работал в семейном предприятии ООО «Нутрицио». С 2006 года является президентом руководящего комитета футбольной команды «Младост Велика Обарска». В 2010 году выбран на должность депутата в Народна скупштина Републике Српске. 29 декабря 2010 года становится министром сельского, лестного и водного хозяйства. С 2010 по 2013 годы советник при Премьер-министре Республики Сербской, в 2014 году — глава кабинета министров. В том же году был избран в Палату представителей Парламентской ассамблеи Боснии и Герцеговины.
Милованович женат, воспитывает троих детей. Увлекается футболом, является болельщиком команды «Младост», с 2011 года возглавляет совет по управлению клубом.